# Highland Park (Los Ángeles)
Highland Park es un barrio de Los Ángeles, California, ubicado en la región noreste de la ciudad. Fue una de las primeras subdivisiones de Los Ángeles y está habitado por diversos grupos étnicos y socioeconómicos.

## Historia
La zona fue colonizada hace miles de años por paleoamericanos, y posteriormente por los kizh. Tras la fundación de Los Ángeles en 1781, el cabo de la Guardia de la Misión de San Gabriel Arcángel, José María Verdugo, recibió el Rancho San Rafael de 14.500 hectáreas, que incluía el actual Highland Park. La sequía de mediados del siglo XIX provocó dificultades económicas para la familia Verdugo, lo que finalmente los obligó a subastar el Rancho San Rafael en 1869 por 3.500 dólares por un préstamo impago. La parcela de San Rafael fue adquirida por Andrew Glassell y Albert J. Chapman, quienes la arrendaron a pastores de ovejas. En 1885, durante el auge inmobiliario de la década de 1880, se vendió a George Morgan y Albert Judson, quienes la combinaron con otras parcelas que habían comprado a la familia Verdugo para crear la parcela de Highland Park en 1886. Se construyeron dos líneas ferroviarias hasta Highland Park, lo que más tarde ayudó a la ciudad a sobrevivir al estallido de la burbuja inmobiliaria. Highland Park fue anexada a Los Ángeles en 1895. A principios del siglo XX, Highland Park y el barrio Pasadena se convirtieron en enclaves para artistas e intelectuales que eran partidarios del movimiento Arts and Crafts.

## Geografía y clima
Los límites de Highland Park son aproximadamente la Arroyo Seco Parkway (Ruta 110) al sureste, Pasadena al noreste, Oak Grove Drive al norte, South Pasadena al este y Avenue 51 al oeste. Las vías principales incluyen York Boulevard y Figueroa Street.
Highland Park se encuentra en la región noreste de Los Ángeles, junto con Mount Washington, Cypress Park, Glassell Park y Eagle Rock.
| Parámetros climáticos promedio de Highland Park, Los Ángeles | Parámetros climáticos promedio de Highland Park, Los Ángeles | Parámetros climáticos promedio de Highland Park, Los Ángeles | Parámetros climáticos promedio de Highland Park, Los Ángeles | Parámetros climáticos promedio de Highland Park, Los Ángeles | Parámetros climáticos promedio de Highland Park, Los Ángeles | Parámetros climáticos promedio de Highland Park, Los Ángeles | Parámetros climáticos promedio de Highland Park, Los Ángeles | Parámetros climáticos promedio de Highland Park, Los Ángeles | Parámetros climáticos promedio de Highland Park, Los Ángeles | Parámetros climáticos promedio de Highland Park, Los Ángeles | Parámetros climáticos promedio de Highland Park, Los Ángeles | Parámetros climáticos promedio de Highland Park, Los Ángeles | Parámetros climáticos promedio de Highland Park, Los Ángeles |
| Mes                                                          | Ene.                                                         | Feb.                                                         | Mar.                                                         | Abr.                                                         | May.                                                         | Jun.                                                         | Jul.                                                         | Ago.                                                         | Sep.                                                         | Oct.                                                         | Nov.                                                         | Dic.                                                         | Anual                                                        |
| ------------------------------------------------------------ | ------------------------------------------------------------ | ------------------------------------------------------------ | ------------------------------------------------------------ | ------------------------------------------------------------ | ------------------------------------------------------------ | ------------------------------------------------------------ | ------------------------------------------------------------ | ------------------------------------------------------------ | ------------------------------------------------------------ | ------------------------------------------------------------ | ------------------------------------------------------------ | ------------------------------------------------------------ | ------------------------------------------------------------ |
| Temp. máx. media (°C)                                        | 20                                                           | 21.1                                                         | 21.7                                                         | 23.9                                                         | 25                                                           | 28.3                                                         | 31.1                                                         | 31.7                                                         | 30.6                                                         | 27.8                                                         | 23.3                                                         | 20.6                                                         | 25.6                                                         |
| Temp. mín. media (°C)                                        | 7.2                                                          | 8.3                                                          | 8.9                                                          | 10.6                                                         | 12.8                                                         | 15                                                           | 16.7                                                         | 17.2                                                         | 16.1                                                         | 13.3                                                         | 9.4                                                          | 7.2                                                          | 11.7                                                         |
| Precipitación total (mm)                                     | 100.1                                                        | 111.5                                                        | 96.3                                                         | 25.4                                                         | 8.9                                                          | 3.6                                                          | 0.5                                                          | 3.8                                                          | 9.9                                                          | 15                                                           | 33.8                                                         | 55.4                                                         | 464.6                                                        |
| Fuente:                                                      |                                                              |                                                              |                                                              |                                                              |                                                              |                                                              |                                                              |                                                              |                                                              |                                                              |                                                              |                                                              |                                                              |

## Demografía
El censo estadounidense del año 2000 contabilizó 56.566 residentes en el barrio de 8,7 kilómetros cuadrados (3,42 millas cuadradas), un promedio de 16.835 personas por milla cuadrada. En 2008, la ciudad estimó que la población había aumentado a 60.841. La edad media de los residentes era de 28 años.
La composición étnica de Highland Park en el año 2000 era: 72,4% latinos, 11,3% blancos no hispanos, 11,2% asiáticos, 8,4% negros y 2,6% de otros grupos étnicos. Entre el 45% de los residentes nacidos en el extranjero, México y El Salvador fueron los países de origen más comunes. Los mexicanos y los alemanes fueron las ascendencias más comunes.
La mediana de ingresos por hogar en dólares de 2008 fue de 45.478 dólares, y el 59% de los hogares ganaba 40.000 dólares o menos. El tamaño promedio de los hogares era de 3,3 personas. El 60,9% de las viviendas estaban ocupadas por inquilinos.
El porcentaje de hombres solteros fue del 41%. El censo de 2000 reveló que el 21% de las familias estaban encabezadas por una sola madre o padre. En 2000, había 1942 veteranos militares, lo que representaba el 4,9% de la población.
Según el censo de los Estados Unidos de 2020, la composición étnica de Highland Park en 2020 era: 58,7% latinos, 21,8% blancos no hispanos, 13,4% asiáticos, 1,8% negros y 4,3% otros. En general, la población de Highland Park disminuyó un 7% entre 2010 y 2020.

## Highland Park en la cultura popular
Entre las películas que se han rodado en Highland Park se incluyen:
- Reservoir Dogs[10]
- The Lincoln Lawyer – locación del bar The York on York[11]
- Gangster Squad – A principios de 2012, toda la zona del centro de Highland Park, a lo largo de la calle Figueroa, se remodeló para recrear el Los Ángeles de la posguerra.[12]
- Yes Man[13]
- Cyrus[14]
- Tuff Turf[15]

El antiguo edificio del Departamento de Policía de Los Ángeles, ubicado en la cuadra 6000 de York Boulevard, ha sido utilizado para televisión y largometrajes.
Smith Estate, una histórica casa victoriana en la cima de una colina, ha sido escenario de rodaje de películas de terror como Spider Baby, Silent Scream e Insidious: Chapter 2.